# 찰스 다얀
찰스 데얀(Charles Dayan, 1792년 7월 8일, 뉴욕주 앰스터댐 ~ 1877년 12월 25일, 뉴욕주 로우빌)은 미국의 정치인으로 뉴욕주 부지사 권한대행이다.

## 경력
- 1812 미영전쟁 중령 임관
- 1817 변호사 개업
- 1827 ~ 1828 제51대 미국 뉴욕 제5구 상원의원
- 1828.10 ~ 1828.12 뉴욕 부지사 권한대행
- 1831.03 ~ 1833.03 제22대 미국 뉴욕 제20구 연방 하원의원
- 1835 ~ 1836 제58·59대 미국 뉴욕 루이스 선거구 하원의원
- 1840 ~ 1845 미국 뉴욕 루이스 카운티 지방 검사

## 역대 선거 결과
| 선거명      | 직책명                     | 대수 | 정당   | 득표율 | 득표수  | 결과 | 당락                 |
| ----------- | -------------------------- | ---- | ------ | ------ | ------- | ---- | -------------------- |
| 1830년 선거 | 하원의원 (뉴욕 제20선거구) | 22대 | 민주당 | 29.65% | 8,982표 | 2위  | 뉴욕주 하원의원 당선 |